# Harry Holzheu
Harry Holzheu (* 9. November 1934 in Zürich; † 5. September 2021) war ein Schweizer Kommunikationstrainer und Sachbuchautor.

## Leben
Holzheu war bei IBM und Philips als Verkaufsleiter tätig. 1975 machte er sich in seinem Geburtsort als freier Kommunikationstrainer und Autor selbständig. Er arbeitete als Unternehmensberater für Führungskommunikation. 2009 zeichnete ihn die Graduate School of Business Administration in Zürich mit dem Life Long Achievement Award aus.

## Veröffentlichungen (Auswahl)
- Natürliche Rhetorik. 2. Auflage. Econ, Düsseldorf 1991; Neuauflage: Econ, Berlin 2002, ISBN 3-430-14701-8.
- Ehrlich überzeugen – aktiv zuhören, souverän verhandeln, sicher gewinnen. Econ, Berlin 2003, ISBN 3-430-14874-X.
- Das ultimative Rhetorikbrevier – Die 120 besten Erfolgsprinzipien für Redner. Econ, Berlin 2005, ISBN 3-430-14704-2.
- Wer nicht lächeln kann, macht kein Geschäft – Emotional Selling. Redline Wirtschaft, Berlin 2007, ISBN 978-3-636-01402-3.
- Führung und Persönlichkeit. Orell Füssli, Zürich 2007, ISBN 978-3-280-05198-6.
- Natürliche Rhetorik ohne Lampenfieber, Der Weg zum freien Reden. Orell Füssli, Zürich 2008, ISBN 978-3-280-05252-5.
- Vertrauen gewinnen, Empathie und Offenheit in der Führungs- und Verkaufskommunikation. Springer, Heidelberg 2010, ISBN 978-3-642-10288-2.